# Husayn Bayqara
Husayn Bayqara, död 1506, var en monark ur timuriderdynastin. Han var regerande sultan i Timuriderriket mellan 1469 och 1506.